# Telbord

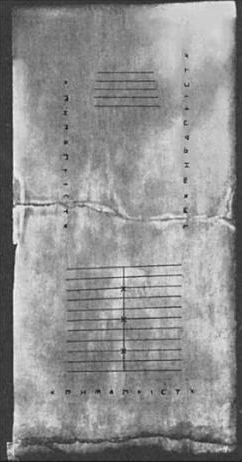
Salamis-tablet

Het telbord is de voorloper van het telraam en het oudste bekende hulpmiddel om te tellen (vingers en andere zeer eenvoudige methoden niet meerekenend). Telborden werden gemaakt uit steen of hout. Het tellen gebeurde op het bord met bijvoorbeeld kralen of kiezels. Er zijn niet veel borden meer intact omwille van de slechte bewaarbaarheid van de materialen waaruit ze werden gemaakt.
Het oudst bekende telbord, de Salamis-tablet (c. 300 vC) werd in 1846 ontdekt op het Griekse eiland Salamis. Men denkt dat het rond 300 voor Christus door de Babyloniërs werd gebruikt en eerder een functie als speelbord had dan als een rekeninstrument. Het bord is gemaakt uit marmer en is ongeveer 150 x 75 x 4,5 cm. Het bevindt zich in het Epigrafisch Museum in Athene. Het heeft Griekse letters en parallelle groeven in zijn oppervlakte gegraveerd.

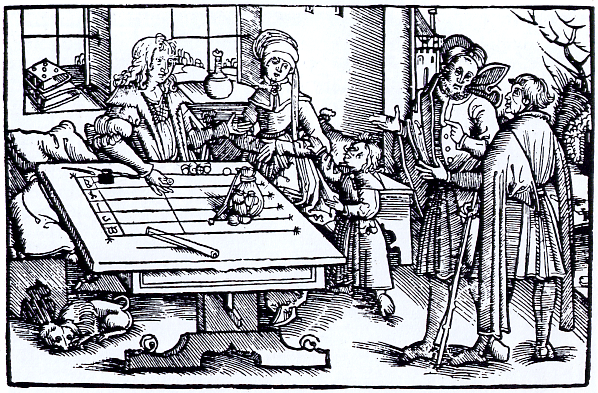
Rechentisch/Telbord (gravure waarschijnlijk uit Straatsburg)

De Duitse wiskundige Adam Ries beschreef het gebruik van telborden in Rechenbuch auf Linien und Ziphren in allerlei Handthierung / geschäfften und Kaufmanschafft . In de roman Wolf Hall verwijst Hilary Mantel naar Thomas Cromwell die een telbord gebruikt in het 16e-eeuwse Engeland.